# Compendium Saxonis
Compendium Saxonis (inaczej Abbreviatio Saxonis) jest częścią  Chronica Jutensis, średniowiecznej kroniki historii Danii. Praca powstała w XIV wieku.
Compendium Saxonis jest streszczeniem informacji zawartych przez Saxo Gramatyka w dziele Gesta Danorum. Kronikarz - prawdopodobnie autor Chronica Jutensis - skrócił Gesta o około trzy czwarte i pominął niektóre zagadnienia omówione w oryginalnej pracy, głównie sprawy wojen i bitew. Chronica Jutensis podejmuje opis historii w momencie, w którym kończy się streszczenie (u schyłku rządów Kanuta IV).
To właśnie w tym streszczeniu padła nazwa Gesta Danorum - sam Saxo nie nazwał tak swojej pracy.
Kwestie dotyczące manuskryptu: zob. Chronica Jutensis.